# Archivio della ceramica sestese
L'Archivio della Ceramica Sestese è un archivio e centro di documentazione della tecnologia e della storia della ceramica di Sesto Fiorentino.

## Storia

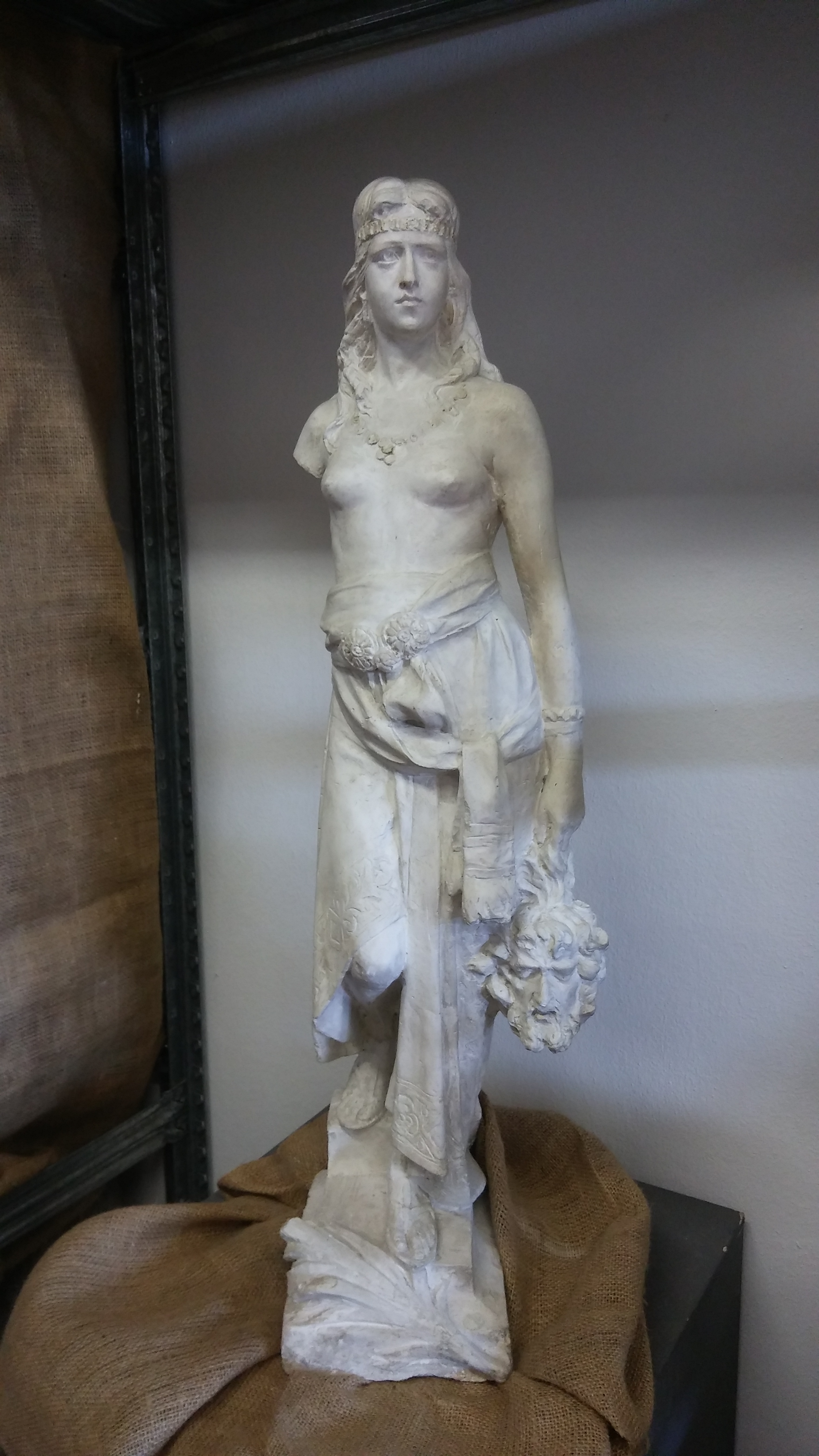
Giuditta liberty

Aperto dal Comune di Sesto Fiorentino nel 1989 per documentare un'attività produttiva che è stata parte fondamentale dell'economia e della storia del comune a partire dalla creazione nel 1735 della Manifattura Ginori e successivamente delle moltissime aziende artigianali, in qualche modo legate alle vicissitudini della più grande e famosa azienda.

## Patrimonio
Il patrimonio si è costituito grazie a donazioni e depositi di documenti e opere di moltissimi cittadini e rappresenta adesso un'ampia documentazione sulla storia delle manifatture artigianali che avevano operato a Sesto tra la fine dell'800 e la metà del '900
La sezione di documentazione cartacea comprende diversi archivi di fabbriche sestesi non più in attività, circa 3000 bozzetti e spolveri, cataloghi della produzione di varie aziende,foto di interni di fabbrica e circa 3000 foto di produzione Richard-Ginori degli anni trenta del '900. 
Significativa la sezione gessi che raccoglie oltre 1500 modelli e forme utilizzati tra la fine dell'800 e la metà del '900 dalla Manifattura Egisto Fantechi e dalla Ceramica Artistica Ciulli e diverse centinaia di forme e modelli realizzati nel secondo dopoguerra dalla Manifattura La Perla.

## Attività
L'archivio organizza esposizioni e visite guidate